# Heppiella viscida
Heppiella viscida là một loài thực vật có hoa trong họ Tai voi. Loài này được (Lindl. & Paxton) Fritsch mô tả khoa học đầu tiên năm 1894.